# 锡迪

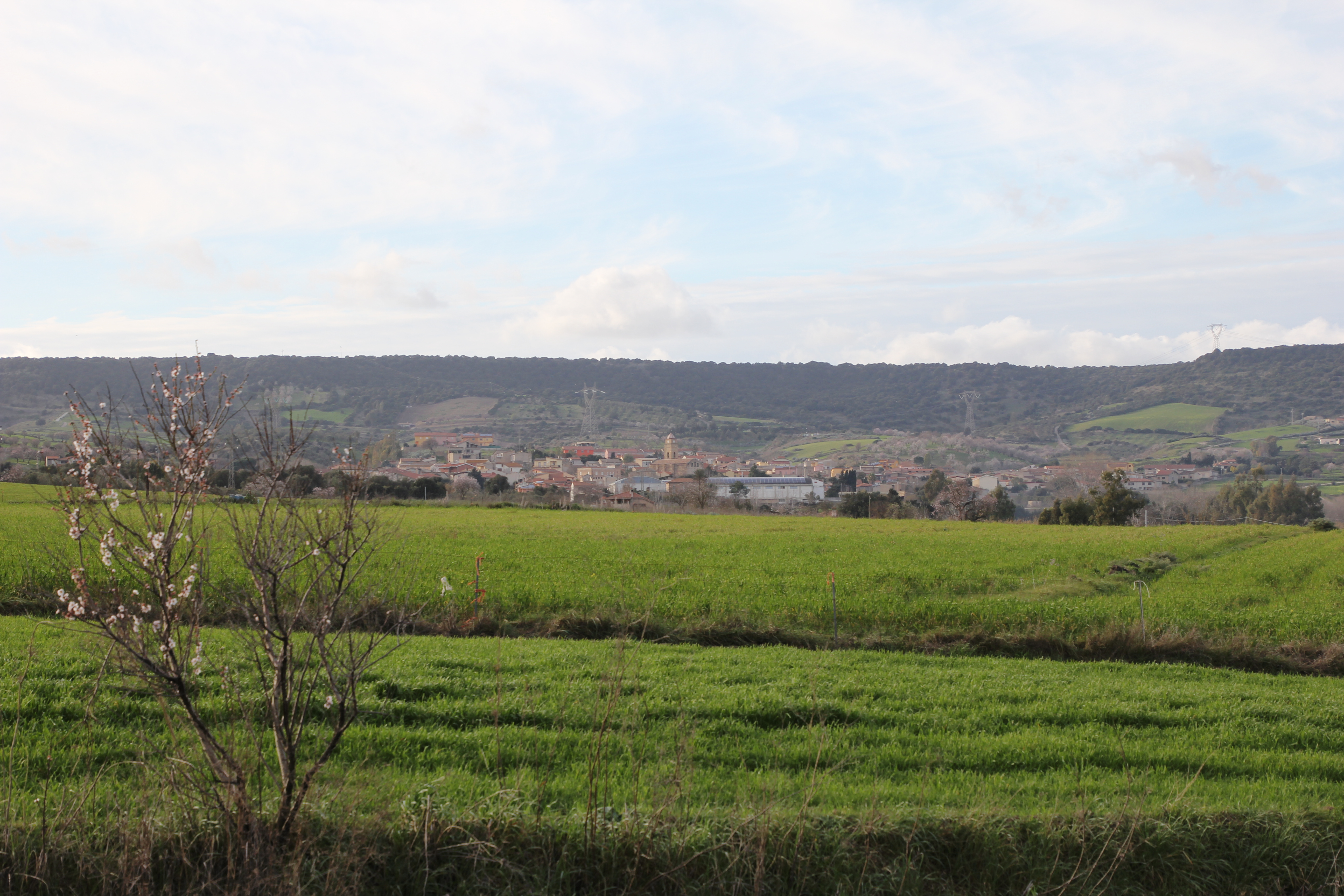
全景图

锡迪（義大利語：Siddi）是意大利撒丁大区南撒丁省内的市镇，位于大区首府卡利亚里西北约50公里处。面积为11平方公里，人口数量为708人（2010年）。